# 6636 Kintanar
6636 Kintanar è un asteroide della fascia principale. Scoperto nel 1988, presenta un'orbita caratterizzata da un semiasse maggiore pari a 2,2716262 UA e da un'eccentricità di 0,1171673, inclinata di 2,34839° rispetto all'eclittica.
L'asteroide è dedicato al filippino Roman Lucero Kintanar, direttore dell'Amministrazione Filippina per i Servizi Atmosferici, Geofisici e Astronomici dal 1958 al 1994 e presidente dell'Organizzazione Meteorologica Mondiale dal 1979 al 1987.